# Stage Struck
Stage Struck es el tercer álbum en vivo del guitarrista irlandés de blues rock Rory Gallagher, publicado en 1980 por Chrysalis Records. A diferencia de sus primeros registros en vivo, contó con más elementos del hard rock y algunos toques del folk, pero sin perder del todo el blues rock. Por ello, algunos críticos han considerado su sonido como una mezcla entre los registros de Bad Company y Foghat.
Alcanzó la posición 40 en la lista UK Albums Chart del Reino Unido y en 2005 luego de su remasterización y posterior relanzamiento, fue certificado con disco de plata por la British Phonographic Industry luego de superar las 60 000 copias vendidas.
En el año 2000 fue relanzado por el sello Buddah Records, que incluyó dos pistas adicionales también grabadas en vivo; «Bad Penny» y «Key Chain». Además cabe señalar que en 2005 obtuvo el puesto 419 en la lista 500 grandes álbumes del rock y del metal de todos los tiempos, realizado por la revista alemana Rock Hard.

## Lista de canciones
Todas las canciones escritas por Rory Gallagher.

| N.º | Título                         | Duración |  |
| 1.  | «Shin Kicker»                  | 3:58     |  |
| 2.  | «Wayward Child»                | 4:32     |  |
| 3.  | «Brute Force and Ignorance»    | 4:32     |  |
| 4.  | «Moonchild»                    | 6:06     |  |
| 5.  | «Follow Me»                    | 5:56     |  |
| 6.  | «Bought and Sold»              | 4:39     |  |
| 7.  | «The Last of the Independents» | 5:39     |  |
| 8.  | «Shadow Play»                  | 5:08     |  |

| Pistas adicionales en reedición CD de 2000 |             |          |  |
| N.º                                        | Título      | Duración |  |
| 9.                                         | «Bad Penny» | 6:39     |  |
| 10.                                        | «Key Chain» | 5:03     |  |

| Pistas adicionales en reedicion CD de 2013 |           |          |  |
| N.º                                        | Título    | Duración |  |
| 11.                                        | «Hellcat» | 4:38     |  |

## Músicos
- Rory Gallagher: voz, guitarra eléctrica y armónica
- Gerry McAvoy: bajo
- Ted McKenna: batería